# Solons
Pour les articles homonymes, voir Solon (homonymie).
Ne pas confondre avec Les Solons, un hameau français.

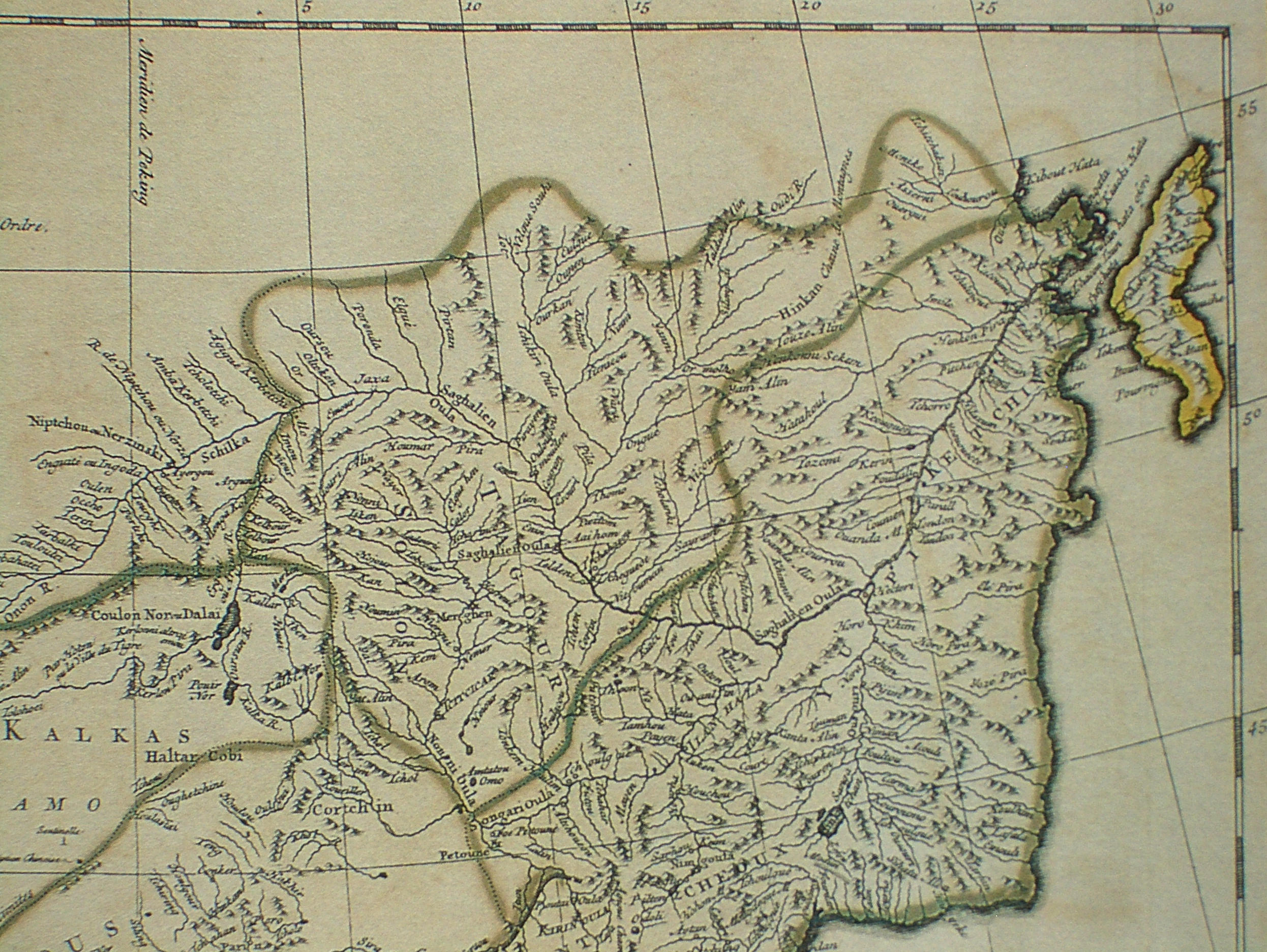
carte de 1734, montrant la situation des Solons et Daurs dans leur région.

Les Solons (chinois : 索伦部 ; pinyin : suǒlún bù) sont une des tribus des Evenks, des toungouses éleveurs de rennes et chasseurs-cueilleurs.
Ils pratiquaient autrefois la chasse sur le territoire de l'actuelle ville-district de Genhe, à Hulunbuir en Mongolie-Intérieure.
Un autre sous-groupe ethnique des Evenks, de Mongolie-Intérieure, sont les Hamnigan (ou Khamnigan). Ils sont bilingues, parlant la langue evenki et un dialecte du mongol bouriate. Janhunen pense que l'affiliation mongole domine sur l'evenki, et ne les inclut pas dans la classification des Evenks de Chine.

## Personnalités des Solons
- Hailanca (1740 — 1793) officier de la bannière mandchoue Jaune à bordure sous la Dynastie Qing.